# Schwarcz Anett
Schwarcz Anett (1996. február 7. –) magyar szinkronúszó.

## Sportpályafutása
A 2014-es junior szinkronúszó-világbajnokságon Helsinkiben párosban Czegle Fannival a 16., a csapattal a 17., kombinációban pedig a 13. helyezést érte el. A 2014-es úszó-Európa-bajnokságon Berlinben Kiss Szofival párosban 15., csapatban 11., kombinációban 9. lett.
Tagja a 2017-es úszó-világbajnokságon részt vevő magyar szinkronúszó válogatottnak, s párosban is indul Kiss Szofival.